# Роберваль, Жан-Франсуа де
Жан-Франсуа де ла Рок де Роберваль (фр. Jean-François de La Rocque de Roberval; 1500, Каркассон — 1560, Париж) — французский путешественник, государственный деятель, первый лейтенант-женераль Новой Франции.

## Биография
Дворянин. Искатель приключений. В молодости вступил во французскую армию и участвовал в итальянских войнах. По возвращении с войны назначен придворным королевского двора. Благодаря своей дружбе с Франциском I стал его приближённым.
В январе 1541 года Франциск I поручил Робервалю начать колонизацию североамериканского континента французами, заселить французскую провинцию Канаду для распространения «святой католической веры» в Новой Франции. Король предоставил для этой экспедиции три корабля. Чтобы собрать дополнительные средства, Роберваль встал на путь пиратства.
Будучи капером, захватил несколько английских торговых судов.
Назначенный в 1541 году первым лейтенант-женералем Новой Франции, Роберваль со своими тремя кораблями и 200 колонистами вместе со штурманом Жаком Картье, отправился в Новый Свет в сопровождении молодой и незамужней своей близкой родственницы Маргерит де Ля Рок в апреле 1542 года и прибыл туда 8 июня. Во время плавания Маргерит де Ля Рок стала любовницей одного молодого человека. Недовольный этим, Роберваль высадил Маргерит на «Острове Демонов», возле реки Сен-Поль у берегов Квебека. Возможно, это решение было мотивированно его строгой кальвинистской моралью, но также, скорее всего, оно было обусловлено финансовой жадностью, поскольку у него было много долгов, и смерть Маргерит была ему выгодна. Вместе с Маргерит высадили её любовника и служанку Дамьен.
Прибыв в район современного Квебека, колонисты заложили поселение Шарльбур-Руаяль.
Попытка Роберваля закрепиться на реке Святого Лаврентия завершилась безуспешно и в 1545 году колонисты решили покинуть эти районы. С тех пор европейская колонизация современной Канады была приостановлена на сорок лет.
Разочаровавшись в неудачном канадском походе, Роберваль снова занялся пиратством, на этот раз в Карибском море против испанцев, так как Франция и Испания были в состоянии войны. Долгое время нападал на города и препятствовал судоходству по всему испанскому Мэйну от Кубы до Колумбии. Известен испанцам как Роберто Баал.
В 1547 году он прекратил пиратствовать, позже король Генрих II назначил его королевским суперинтендантом шахт. Несмотря на королевскую милость, ему так и не удалось восстановить своё состояние. К 1555 году его имущество было заложено, а замок Роберваль оказался под угрозой конфискации.
Роберваль был одним из первых кальвинистов Франции. В 1535 году как гугенот, был объявлен вне закона и избежал казни через повешение только благодаря вмешательству короля.
В 1560 году Роберваль был убит разъярённой толпой парижан во время антипротестантских волнений. Считается одним из первых мучеников гугенотов.

## Память
- В честь него был назван город Роберваль в Квебеке (Канада).